# 삼성 갤럭시 S5 스포츠
삼성 갤럭시 S5 스포츠(Samsung GALAXY S5 Sport)는 삼성전자에서 제조, 판매하는 안드로이드 스마트폰으로, 갤럭시 S5의 파생 제품이다.
미국 스프린트에서 6월 25일에 출시했다.

## 연혁
- 2014년 6월 25일 : 미국 스프린트 모델 출시[2]

## 외형 및 방수/방진 및 내구성 등급
갤럭시 S5 액티브와 디자인이 비슷하며, 스피커와 마이크, 이어폰단자를 제외한 부분은 별도의 마개로 처리하였으며, 전작과 마찬가지로 물에서의 제한적인 사용을 위해 모든 외부버튼이 물리적인 버튼으로 되어있고, 뒷면은 고무재질을 입혔으며, 배터리 커버는 전작과 마찬가지로 닫을 시 볼트로 조여지는 구조로 되어있다.
방수/방진 수준에 대해서는 IP67 등급을 인증받았다. (먼지로부터 완벽하게 보호되며, 물은 1m 이하의 수심에서 30분을 견딜 수 있다.)

### 색상
- 일렉트릭 블루
- 체리 레드

## 카메라
이미지 센서는 기존의 BSI CMOS 이미지 센서에서 아이소셀 이미지 센서로 변경하였으며, 크기는 1/2.6"로 전작보다 커져서 전작들에 비해 빛을 더 많이 받아들일 수 있으며, 색감을 더 뚜렷하게 구분한다.
또한 자동 초점의 속도는 0.3초로 전작들보다 향상되었다.

## 심장 박동 인식
뒷면의 플래시 옆에는 심박 센서가 장착되어있어, 심장 박동수를 측정 할 수 있다.

## 운영 체제/소프트웨어

### 안드로이드 4.4 킷캣
안드로이드 OS 4.4.2 킷캣을 탑재하여 출시하였다.

#### 특수 기능
- 다운로드 부스터 : 모바일 데이터와 와이파이 채널을 하나처럼 사용하여 다운로드 속도가 증가한다.

- 리치 톤 HDR 촬영모드 : 사진이나 동영상 촬영 시 HDR 기능을 실시간으로 적용해 어두운 실내나 역광상태에서도 풍부한 색감의 사진을 바로 촬영 할 수 있다.

(※ HDR (High Dynamic Range) : 풍부한 색감의 사진 촬영을 지원하는 기능)
- 셀렉티브 포커스 : 초점이 다른 2가지 사진을 촬영해 합성하는 방식으로, DSLR 카메라에서 볼 수 있는 촬영기법인 아웃포커싱을 소프트웨어적으로 지원하며, 피사체와 배경 중 어디에 초점을 맞출지 촬영 후에 선택해 원하는 사진을 꾸밀 수 있다.

- 그룹 플레이 : 그룹에 참여한 사용자들이 각자 촬영한 동영상을 그룹 생성자가 편집할 수 있는 ‘그룹 캠코더’ 기능이 추가되었다.

- 울트라 파워 세이빙 모드: 휴대전화 사용에 필요한 최소한의 서비스를 제외한 모든 서비스를 종료시키며, 흑백화면 및 최소밝기 조정을 통해 배터리 사용량을 획기적으로 줄여준다. (공식발표 자료 기준 10%에서 24시간 동안 대기가능)

- 심박수 측정 : 기기 뒷면에 탑재된 심박수 측정 센서로 심박수르 확인하거나 기록할 수 있다.

- 긴급 모드 : 위급한 상황에 사용할 수 있도록 손전등, 위급 상황 알람 등의 비상 상황 발생시 필요한 기능을 홈 화면에 배치하고 배터리 수명을 최적화함으로써 긴급 상황에 대비할 수 있도록 만들어준다.

- 도움 요청 메시지 : 긴급 상황에서 전원버튼을 3번 누르면 미리 설정한 연락처에 긴급 메시지가 전송되면 사용자의 위치와 함께 현장의 소리가 5초간 녹음되어 전송된다.

- Geo 뉴스 : 사용자의 위치 정보를 기반으로 황사, 건조, 대설과 같은 기상특보 및 지진, 낙뢰 등의 재해정보를 제공한다.

- 운동 코칭 : 삼성 기어 2/기어 2 네오, 삼성 기어 핏을 연동하여 운동목표 및 운동계획에 맞춰 운동을 도와주는 개인 트레이너 기능이 탑재되었다.

## 같이 보기
- 삼성 갤럭시 S5
- 삼성 갤럭시 S5 액티브
- 삼성 갤럭시 K 줌